# منصوره، لاهور
منصوره (به انگلیسی: Mansoorah) یک منطقهٔ مسکونی در پاکستان است که در پنجاب واقع شده‌است.